# Constantinople (Gautier)
Constantinople (Konstantinopel) ist ein Buch des französischen Schriftstellers Théophile Gautier (1811–1872). Der Reisebericht wurde erstmals 1853 in Buchform veröffentlicht.
Gautier bereiste Griechenland und die Türkei in den Jahren 1852–1853; er unternahm mit Charles Garnier (1825–1898) eine Reise nach Konstantinopel und verbrachte etwa zwei Monate in dieser Stadt. Seine Beschreibung enthält auch Kapitel über Syros und Smyrna. Das Material erschien ursprünglich in einer Reihe von Artikeln für La Presse von Oktober 1852 bis November 1853 unter dem Titel De Paris à Constantinople.

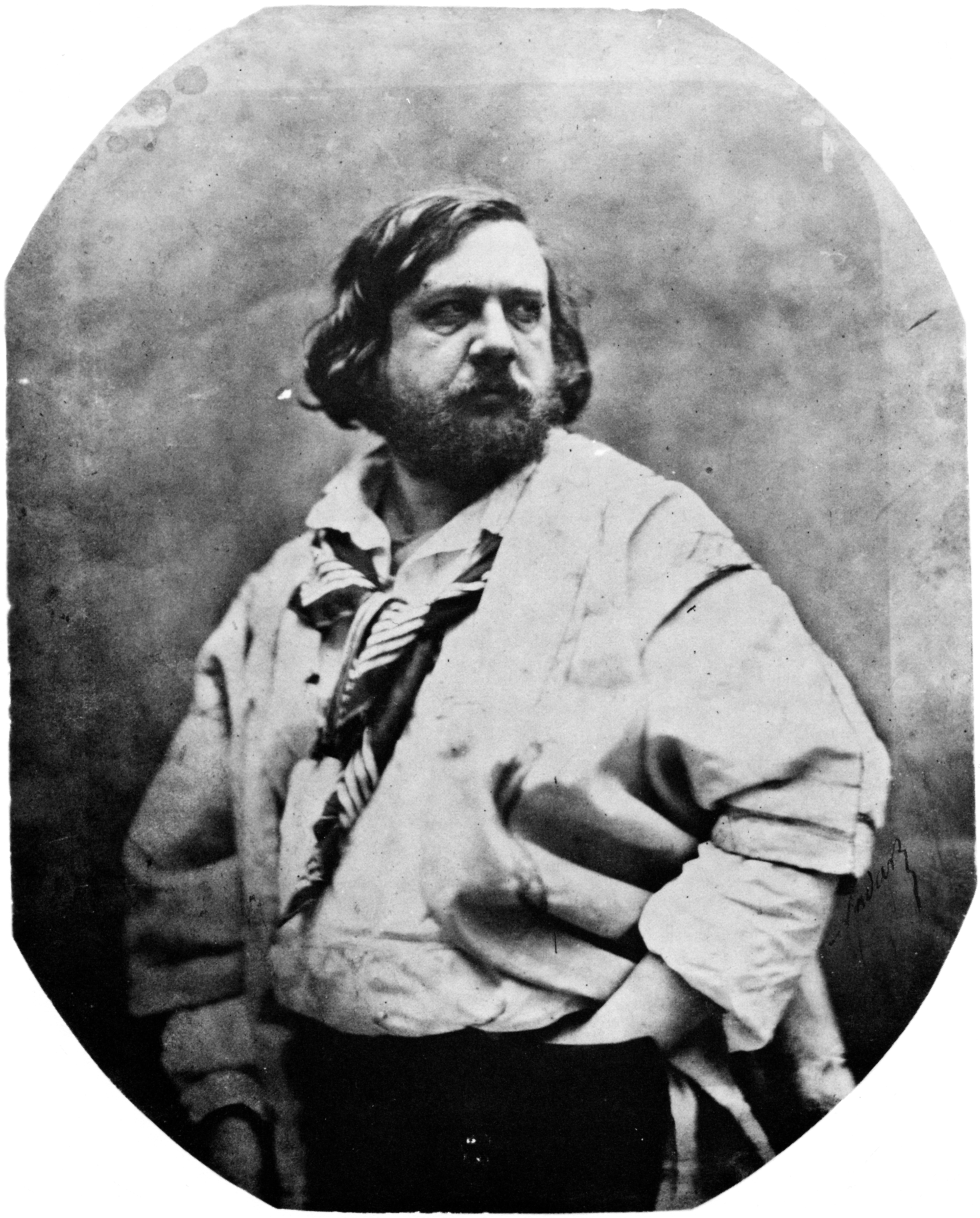
Théophile Gautier 1856, Aufnahme Nadar

Eine englische Übersetzung von Robert Howe Gould erschien 1854 in London.

## Kapitel
Die einzelnen Kapitel des Werkes sind (mit ergänzter deutscher Übersetzung):
- I. En mer / Auf See
- II. Malte / Malta
- III. Syra / Syra
- IV. Smyrne / Smyrna
- V. La Troade, les Dardanelles / Troas, die Dardanellen
- VI. Le Petit-Champ, la Corne d’Or / Der Petit-Champ, das Goldene Horn
- VII. Une nuit du Ramadan / Eine Nacht im Ramadan
- VIII. Cafés / Cafés
- IX. Les Boutiques / Die Boutiquen
- X. Les Bazars / Die Basare
- XI. Les Derviches tourneurs / Die wirbelnden Derwische
- XII. Les Derviches hurleurs / Die heulenden Derwische
- XIII. Le Cimetière de Scutari / Der Friedhof von Scutari
- XIV. Karagheuz / Karagöz
- XV. Le Sultan à la mosquée. — Dîner turc / Der Sultan in der Moschee. - Türkisches Abendessen
- XVI. Les Femmes / Die Frauen
- XVII. La Rupture du jeûne / Das Fastenbrechen
- XVIII. Les Murailles de Constantinople / Die Mauern von Konstantinopel
- XIX. Balata. — Le Phanar. — Bain turc. / Balat. - Fener. - Türkisches Bad.
- XX. Le Beïram / Bayram
- XXI. Le Charlemagne. — Les Incendies / Die Charlemagne. - Die Brände
- XXII. Sainte-Sophie. — Les Mosquées / Die Hagia Sophia. - Die Moscheen
- XXIII. Le Sérail / Das Serail
- XXIV. Le Palais du Bosphore. — Sultan Mahmoud. — Le Derviche / Der Palast am Bosporus. - Sultan Mahmud. - Der Derwisch
- XXV. L’Atmeïdan / At Meydanı
- XXVI. L’Elbicei-Atika / Elbise-i Atika
- XXVII. Kadi-Keuï / Kadıköy
- XXVIII. Le Mont Bougourlou. — Les Îles des Princes / Der Berg Bugurlu. - Die Prinzeninseln
- XXIX. Le Bosphore / Der Bosporus
- XXX. Buyuk-Déré / Büyükdere

## Verschiedenes
Gautier wurde aufgrund dieses Werkes in der Öffentlichkeit mit der Türkei in Verbindung gebracht und schrieb später Einleitungen zu La Turquie von Camille Rogier (1810–1896) und zu La Turquie pittoresque von William A. Duckett (1831–1863).
In seinem Buch Istanbul – Erinnerung an eine Stadt widmet Orhan Pamuk dem Schriftsteller und seinem Buch ein Kapitel.